# Agrilus adelphinus
Agrilus adelphinus (лат.) — вид узкотелых жуков-златок.

## Распространение
Россия (Дальний Восток, Приморский край), Китай, Корея.

## Описание
Длина тела взрослых насекомых (имаго) 5,2—8,3 мм. Пронотум вытянутый с глубокой медиальной вдавленностью. Тело узкое, основная окраска со спинной стороны тёмно-бронзовая с зеленоватым отблеском. Переднегрудь с воротничком. Боковой край переднеспинки цельный, гладкий. Глаза крупные, почти соприкасаются с переднеспинкой. Личинки развиваются на различных лиственных деревьях. Встречаются с мая по август на высотах от 1000 до 3300 м. Валидный статус был подтверждён в ходе ревизии, проведённой в 2011 году канадскими колеоптерологами Эдвардом Йендеком (Eduard Jendek) и Василием Гребенниковым (Оттава, Канада).